# Dozór (wojsko)
Dozór – charakterystyczny  punkt w terenie (nieruchomy), znajdujący się w rejonie celów, służący do określania położenia celów i kierowania ogniem oraz dokładniejszego porozumienia się i współdziałania. Oznacza się je numerami i nazwami np. "D-2 Szopa" oznacza dozór nr 2 – budynek określony jako szopa.